# Jeff Driskel
Jeffrey Driskel (Oviedo, 23 aprile 1993) è un giocatore di football americano statunitense che milita nel ruolo di quarterback per i Washington Commanders della National Football League (NFL).

## Carriera

### San Francisco 49ers
Driskel fu scelto dai San Francisco 49ers nel sesto giro del Draft NFL 2016 come 207º assoluto. Il 3 settembre 2016 fu svincolato.

### Cincinnati Bengals
Driskel firmò con i Cincinnati Bengals il 4 settembre 2016. Iniziò la stagione come terzo quarterback nelle gerarchie della squadra dietro ad Andy Dalton e A.J. McCarron.
Il 4 settembre 2017, Driskel fu inserito in lista infortunati.
Driskel fece il suo debutto nella NFL il 21 ottobre 2018 sostituendo Andy Dalton negli ultimi minuti della sconfitta 45-10 contro i Kansas City Chiefs, completando tutti i 4 passaggi tentati per 39 yard. Disputò la prima gara come titolare il 2 dicembre dopo l'infortunio che pose fine alla stagione di Dalton nella sconfitta contro i Denver Broncos per 24-10. La sua annata si chiuse disputando tutte le ultime cinque gare come partente con 1.003 yard passate, 6 touchdown passati e 2 intercetti subiti.

### Detroit Lions
Il 17 settembre 2019 Driskell firmò con i Detroit Lions. Il 10 novembre partì come titolare al posto dell'infortunato Matthew Stafford passando 268 yard, un touchdown e un intercetto nella sconfitta per 13-20 contro i Chicago Bears. Continuò ad essere titolare anche nelle gare successive finché un infortunio al tendine del ginocchio non lo costrinse a stare in panchina nella gara del Giorno del Ringraziamento del tredicesimo turno.

### Denver Broncos
Il 17 marzo 2020 Driskel firmò con i Denver Broncos. Nel secondo turno subentrò all'infortunato titolare Drew Lock giocando per tre quarti nella sconfitta contro i Pittsburgh Steelers in cui passò 256 yard, 2 touchdown e un intercetto. La settimana successiva partì come titolare contro i Tampa Bay Buccaneers ma faticò e finì con l'essere sostituito da Brett Rypien nel quarto periodo. Il 3 maggio 2021 venne svincolato.

### Houston Texans
Il 20 maggio 2021 Driskel firmò un contratto di un anno con gli Houston Texans.

### Arizona Cardinals
Il 17 aprile 2023 Driskel firmò un contratto di un anno con gli Arizona Cardinals. Fu svincolato il 29 agosto 2023, dopo di che rifirmò con la squadra di allenamento.

### Cleveland Browns
Il 29 dicembre 2023 Driskel firmò con la squadra di allenamento dei Cleveland Browns. Con la squadra già certa di un posto nei playoff, nell'ultimo turno il titolare Joe Flacco fu tenuto a riposo per evitare potenziali infortuni, così Driskel fu schierato come partente nella gara contro i Bengals in cui faticò per la maggior parte della partita, fino a quando nel finale passò due touchdown a David Bell nella sconfitta per 31-14.

### Washington Commanders
Il 1º aprile 2024 Driskel firmò con i Washington Commanders.